# France Bevk
France Bevk,  slovenski pisatelj, pesnik, dramatik, prevajalec, urednik, politik  * 17. september 1890, Zakojca pri Cerknem, † 17. september 1970, Ljubljana.

## Življenje
Rodil se je v bajtarski družini kot najstarejši od osmih otrok vaškega čevljarja Ivana in žene Katarine (rojena Čufer). Končal je ljudsko šolo v Bukovem, bil krajši čas trgovski vajenec v Kranju, nato je šolanje nadaljeval na učiteljišču v Kopru in Gorici. Po maturi leta 1913 je učil v vasi Orehek, Cerkno, leta 1916 je bil zaradi pisanja črtic s protivojno tematiko kazensko premeščen v Novake. Leta 1917 so ga vpoklicali v vojsko na vzhodno fronto v Galicijo in Bukovino.
Po vojni je opustil učiteljski poklic, leta 1919 je postal urednik ljubljanskega Večernega lista, nato še kulturne rubrike časopisa Slovenec. Ob koncu leta 1920 se je iz Jugoslavije vrnil na Goriško in kljub pritiskom italijanskih oblasti sklenil ostati tam. Tudi pozneje, ko so mu na komisariatu svetovali, naj se izseli v Jugoslavijo, je ostal neomajen:
Tu je moja domovina, tu imam pravico živeti! Ne pojdem nikamor. Na vse sem pripravljen.
V Gorici je za prihodnji dve leti prevzel uredništvo Mladike. Hkrati se je posvetil gledališču; vodil je Ljudski oder in režiral. Urejal je tudi politični časnik Goriška straža in humoristični Čuk na pal'ci, leta 1923 je postal ravnatelj Narodne knjigarne v Gorici, urejal je knjige, zbiral slovstveno izročilo, predvsem pa veliko pisal. Zaradi ene od satiričnih pesmi, objavljene v Čuku na pal'ci, je bil štiri mesece zaprt. Po podpisu Rapalske pogodbe je bilo za primorske Slovence vedno težje, še posebej oteženo je bilo kulturno in ustvarjalno delovanje. Tudi za Bevka so sledila leta hišnih priporov, zaporov, konfinacij, ko pa je bil prost, je potoval in dejavno sodeloval na kongresih kluba PEN (tudi v Barceloni, Parizu in Pragi). Urejal je še Naš glas, Edinost in Razglede v Trstu.
Do leta 1943 je bil po italijanskih zaporih, se istega leta pridružil partizanom in postal eden izmed voditeljev narodnoosvobodilnega gibanja v Slovenskem primorju (predsednik Pokraijnskega odbora OF za Slovensko Primorje in Trst); do konca vojne in po osvoboditvi je deloval v organih oblasti: od februarja 1944 član predsedstva SNOS in izvršnega odbora OF ter predsednik Pokrajinskega narodnoosvobodilnega odbora za Slovensko Primorje (izmenično z Jožo Vilfanom), po osvododitvi predsednik Slovensko-iltalijanske antifašistične unije v Trstu, podpredsednik Prezidija Ljudske skupščine LRS (1947-53), večkrat republiški in zvezni poslanec in bil član delegacij, mdr. na mirovni konferenci v Parizu 1946. Pogosto se je srečeval z mladimi bralci. Od 1950 je bil dva mandata predsednik Društva slovenskih pisateljev, pa tudi predsednik Ljudske prosvete, podpredsednik Slovenske matice in od 1953 član SAZU (1960-66 tajnik njenega razreda za umetnosti).
Po drugi svetovni vojni je sprva živel v Trstu, nato pa v Ljubljani (kjer je na svoj 80. rojstni dan umrl) in Rožni dolini pri Novi Gorici. Pokopan je v Solkanu.
Bil je poročen, a žena Davorina mu ni rodila potomcev, imel pa je več nezakonskih otrok. Njegova sinova sta bila tudi Vasja Ocvirk, ki je bil pisatelj in Marjan Bevk, režiser ter predsednik društva TIGR.

## Delo

### Pisatelj
Bevkovo literarno delo je zelo obsežno in zajema zgodovinske romane in romane iz sodobnega življenja, novele, kmečke povesti, črtice, drame, mladinske povesti, pesmi, filmske scenarije, potopise in prevode. S prevodi v albanščino, francoščino, hrvaščino, italijanščino, madžarščino, makedonščino, nemščino, ruščino, srbščino, ukrajinščino itd. je napisal več kot 150 del. Pisal je mnogo in hitro; kakšno leto je izšlo tudi po deset, s ponatisi in prevodi celo več knjig, poleg številnih člankov, spominskih in drugih priložnostnih zapisov. Med razlogi za hlastno naglico je bilo predvsem pomanjkanje izvirnih del. V času, ko je fašizem v Italiji pregnal čez mejo v Jugoslavijo precejšen del primorske inteligence, je namreč vztrajal na drugi strani meje in z zavzetim publiciranjem pod različnimi psevdonimi (Ivan Bežnik, Tone Čemažar, Jože Gorički, Jože Jeram, Jerko Jermol, Ivan Lesjak, Pavle Sedmak, Franc Seljak, Esar Vano) skrbel za duševno hrano slovenskega človeka.
Pero mi je pri burno snujoči domišljiji pogosto težko dohitevalo misel, naglica pa je bila tudi nekoliko v moji naravi ... Zgodilo se je recimo, da sem dobil iz tiskarne že krtačne odtise za prvo polovico knjige, ko zadnja poglavja še niso bila napisana.
V poznejših objavah, zlasti v ponatisih v Izbranih spisih je dela pogosto popravljal. Kritiki so poudarjali površnost oziroma nedodelanost likov v nekaterih delih, ne da bi upoštevali posebne okoliščine, v katerih so nastajala.

#### Dela za odrasle
Pred prvo svetovno vojno in med njo je pisal pesmi z razgibano ritmiko in simboliko. Nanje je sprva zelo vplival Oton Župančič, pozneje pa se je usmeril v ekspresionističen način izražanja. Pisateljevanja se je učil pri domačih pisateljih, zlasti pri Ivanu Cankarju, ter pri tujih, in sicer ruskih in francoskih realistih.
Bevk je s 23 dolgimi pripovedmi najplodnejši avtor slovenske kmečke povesti. Gre v veliki meri za pokrajinske povesti. Z njimi je utrjeval zavest, da so pokrajine, ki jih je prva svetovna vojna odtrgala od Jugoslavije, še vedno slovenske. Zgodbe se dogajajo na Primorskem, zanima ga življenje meščanov in samotnih hribovskih kmetov po rodnem Cerkljanskem in Tolminskem. Zgodnja dela so bila v izrazu ekspresionistična, sčasoma pa je ekspresionizem nadomestilo poljudnejše fabuliranje z mislijo na preprostega lokalnega bralca. V zgodovinskih romanih je tematiziral preteklost zahodnega roba slovenskega etničnega prostora, zlasti Tolminskega (tako kot Pregelj). Presenetljivo je, da socialnih konfliktov med kmečkim ljudstvom in plemsko gospodo ni enačil s konflikti med Slovenci in Neslovenci, ampak je pozitivne in negativne lastnosti oseb enakomereno razporedil med pripadnike nacij in stanov. Pogumno je posegal po motivni drastiki, opisoval je kruta mučenja in smrti. Strožji literarni kritiki so mu zaradi velike sugestivnosti očitali romantičnost. Sporočilo njegovih romanov je, da so Slovenci preživeli, če so se odpovedali želji po moči in oblasti ter aktivni udeležbi v zgodovini in postali duhovniki, pesniki ali popotniki. Množico Bevkovih oseb ženejo v dejanje ljubezen, boj za posest in dom, pohlep, nekatere zaidejo na pot zločina ali v čudaštvo.
Čeprav glavnina njegovega opusa pripada žanroma kmečke povesti in zgodovinskega romana, je velik uspeh dosegel z romanom Kaplan Martin Čedermac, v katerem je krepil slovensko narodno zavest, obsojal raznarodovanje, nasilje nad ljudstvom in protinarodne cerkvene ustanove v času fašistične Italije. Zaradi cenzure je v svojih delih marsikaj samo nakazal ali pa je zgodbe prenesel v preteklost, pri čemer mu je bila zgodovina za kuliso.

#### Mladinska dela
Pred vojno in po njej je veliko pisal za mladino. Za najmlajše je pripovedoval pravljice, starejše pa vodil po svetu, jih učil kulturnega vedenja ali pa jim pripovedoval o svojem življenju. V mladinska dela je vnesel spoznanja o naravi, družbi in življenju ter domoljubje. V povestih Pastirci, Grivarjevi otroci in Pestrna je mlade bralce popeljal v tolminske hribe, med revne bajtarje in dninarje. Knjiga Tonček pripoveduje o dečku, ki je živel v Gorici, kjer so fašisti zaprli vse slovenske šole in se je zaradi tega moral učiti italijanski jezik. Pomembno delo je tudi zgodba Lukec in njegov škorec, v kateri opisuje, kako sta Lukec in njegova mati krenila na pot z ladjo proti Ameriki, kjer ju je čakal oče, ki je še pred njima odšel služit in poskusil »priti do kruha« v t. i. obljubljeni deželi. Zelo priljubljena je bila Knjiga o Titu, zaradi katere ga je marsikdo pozneje ožigosal celo kot režimskega pisatelja, pozabljajoč, da je Bevk velik del svojega opusa pred vojno objavil v katoliški reviji Dom in svet.

#### Dramatika
S pisanjem za oder se je ukvarjal vse življenje. V njegovi dramatiki za odrasle prevladuje želja po izražanju resničnosti; take, kot jo je sam občutil. Njegovi prvi drami (V globini, Kajn) sta nastali kot odpor na grozote prve svetovne vojne. Pozneje je napisal še družinsko dramo Krivda, ki jo je predelal v povest, preizkusil se je tudi v komediji (Partija šaha). Njegov dramski opus ne predstavlja neke smiselne celote, ima pa izrazito dokumentarno vrednost. Bevk velja tudi za pomembnega pisca mladinskih iger. V njih se navezuje na tradicijo, ki zajema iz pravljične in fantazijske snovi. Že njegovo prvo pisanje je odrski tekst za mlade (enodejanka Veseli god, 1912). Ukvarjal se je tudi s prevodi in priredbami dramskih del.

### Prevajalec in urednik
Med okupacijo Slovenskega primorja je bil najaktivnejši sodelavec slovenskega založništva v Gorici in Trstu. Bil je dopisnik in urednik časopisov in časnikov, ravnatelj založbe in prodajalec v trgovini Narodne knjigarne v Gorici, najbolj pa je bil zavzet za izdajanje knjig; zato je bil neutrudljiv ustanavljalec založb in njihov urednik: 
To je bila v tistih časih, ko smo izgubili šole, liste in društva, edina oblika naše kulturne dejavnosti. Ljudstvo je kupovalo in bralo, neredko iskalo med vrsticami srce tolažilne, odrešilne misli.
Težave je imel z oblastjo, ki ga je hotela na različne načine prisliti, da bi prenehal z založniško-organizacijskim delom (in seveda s pisateljevanjem). V takratnih razmerah je bilo pri urejanju knjig za Goriško matico in založbo Luč težko dobiti sodelavce za 10 do 15 knjig na leto, zato se je prevajanja lotil sam. Založbe v Primorju so namreč imele v svojih rednih in izrednih letnih programih poleg izvirnega leposlovja tudi prevode in priredbe. Psevdonime je tako pisatelj uporabljal tudi zato, da se ne bi na izdajah prepogosto pojavljalo njegovo ime.

## Odlikovanja, nagrade in poimenovanja
- Nagrada Mladinske matice za povest Pastirci (1935)
- prva banovinska nagrada za knjigo Kaplan Martin Čedermac (1938)
- Prešernova nagrada za avtobiografske črtice Otroška leta in povest Tonček (1949)
- Levstikova nagrada za povesti Tonček (1949), Mali upornik (1951)
- Prešernova nagrada za življenjsko delo (1954)
- Nagrada AVNOJ (1968)
- Zlata knjiga za delo Mali upornik (1969)

Po njem so poimenovali več osnovnih šol. Prebivalci Nove Gorice so mu postavili  spomenik v (nekoliko) nadnaravni velikosti, po njem se imenuje več ulic in trgov po slovenskih mestih, mdr. Bevkov trg sredi Nove Gorice ter novogoriška kulturna Bevkova nagrada. Že leto po smrti so mu v Idrijskem muzeju uredili spominsko sobo, leta 1990 pa ob 100-letnici rojstva in 20-letnici smrti prneovili in uredili njegovo domačijo na Zakojci.
Veliko svojega rokopisnega gradiva je osebno podaril goriški knjižnici še v času svojega življenja, po njegovi smrti se je ta poimenovala Goriška knjižnica Franceta Bevka. l. 1975 je knjižnica v trajno last dobila zapuščino iz hiše v Rožni Dolini pri Gorici, nekaj korespondence je kot dar prejela še naknadno (2003), kose rokopisov pa tudi dokupila v različnih antikvariatih. Z novo zgradbo je zapuščina Franceta Bevka dobila primeren prostor – Bevkovo spominsko sobo, ki je del domoznanskega oddelka.

### Poezija
- Pesmi (1921) (COBISS)

### Zgodovinske povesti in romani
- Kresna noč (1927) (COBISS)
- Znamenja na nebu (Krvavi jezdeci, 1927; Škorpijoni zemlje, 1929; Črni bratje in sestre, 1929) – trilogija zgodovinskih romanov (COBISS)
- Vihar (1928) (COBISS)
- Zastava v vetru (1928) (COBISS)
- Človek proti človeku (1930) (COBISS)
- Umirajoči bog Triglav (1930, 1960, 2018) (COBISS)
- Burkež gospoda Viterga (1931) (COBISS)
- Stražni ognji (1931) (COBISS)
- Vedomec (1931) (COBISS)
- Huda ura (1935) (COBISS)
- Pravica do življenja (1939) (COBISS)
- Iskra pod pepelom (1956) (COBISS)
- Viharnik (1959) (COBISS)
- In sonce je obstalo (1963) – roman o prvi svetovni vojni (COBISS)

### Kmečke povesti in romani
- Smrt pred hišo (1925; leta 1934 močno predelana izide pod naslovom Ljudje pod Osojnikom) (COBISS)
- Hiša v strugi (1927) (COBISS)
- Jakec in njegova ljubezen (1927, pozneje Bridka ljubezen) (COBISS)
- Krivda (1929) (COBISS)
- Sestra in drugi spisi (1929) (COBISS)
- Kamnarjev Jurij (1931) (COBISS)
- Železna kača (1932) (COBISS)
- Žerjavi (1932) (COBISS)
- Dedič (1933) (COBISS)
- Veliki Tomaž (1933) (COBISS)
- Ljudje pod Osojnikom (1934) (COBISS)
- Bridka ljubezen (1935) (COBISS)
- Srebrniki (1936) (COBISS)
- Ubogi zlodej (1937) (COBISS)
- Domačija (1939, v knjigi 1960) (COBISS)
- Obračun (1950) (COBISS)

### Dokumentarna literatura
- Brat Frančišek (1926) – povest o Frančišku Asiškem (COBISS)
- Začudene oči (1952) – avtobiografski spis (COBISS)
- Pot v svobodo (1953) (COBISS)
- Mrak za rešetkami (1958) – spomini (COBISS)
- Moja mladost (1969) – življenjepis (COBISS)
- Bevkova knjiga (1970, 1972) – izbor Bevkovih spisov (COBISS)

### Potopisa
- Izlet na Špansko: potopisne črtice (1936) (COBISS)
- Deset dni v Bolgariji: potopisne črtice (1938) (COBISS)

### Druga pripovedna proza
- Faraon (1922) – črtice (COBISS)
- Rablji (1923) – črtice  (COBISS)
- Suženj demona (1925) (COBISS)
- Muka gospe Vere (1929) – povest (COBISS)
- Tuje dete in drugi spisi (1929) – novela (COBISS)
- V zablodah (1929; predelan roman pod naslovom Zablode, 1963) (COBISS)
- Gospodična Irma (1930) – povest (COBISS)
- Julijan Sever (1930) – povest (COBISS)
- Nagrada in drugi spisi (1930) – novela (COBISS)
- Živi mrlič in drugi spisi (1930) – novela (COBISS)
- Predporočna noč in drugi spisi (1931) – novela (COBISS)
- Slepec je videl in drugi spisi (1932) – novela (COBISS)
- Gmajna (1933) – povest in 3 črtice (COBISS)
- Povesti o strahovih (1933) (COBISS)
- Živa groza in drugi spisi – novela (1933) (COBISS)
- Človek brez krinke (1934; ponatis z naslovom Brez krinke, 1960) – 2 povesti (COBISS)
- Mrtvi se vračajo (1935) – povest (COBISS)
- Samote (1935) – 3 povesti (COBISS)
- V mestu gorijo luči (1936, pozneje Morje luči) – povest (COBISS)
- Bajtar Mihale in drugi spisi (1938) – novela (COBISS)
- Kaplan Martin Čedermac (1938) – roman (COBISS)
- Dan se je nagibal (1939) – novele (COBISS)
- Legende (1939) – zgodbe (COBISS)
- Mlada njiva (1940) – novele (COBISS)
- Med dvema vojnama (1946) – novele in črtice (COBISS)
- Morje luči (1947) – povest (COBISS)
- Novele (1947) (COBISS)
- Mati (1949) – povest (COBISS)
- Tuja kri (1954) – povest (COBISS)
- Črna srajca (1955) – povest (COBISS)
- Krivi računi (1956) – novele (COBISS)
- Brez krinke (1960) – 2 povesti (COBISS)
- Slepa ulica (1961) – povest (COBISS)
- Mlini življenja (1967) – povest (COBISS)
- Mati Polona (1968) – novele (COBISS)
- Pot v neznano (1970) – povest (COBISS)

### Drame in scenariji
- V kaverni (1922) – drama  (COBISS)
- Kajn (1925) – drama  (COBISS)
- Še bo kdaj pomlad  (1950) – filmski scenarij (COBISS)
- Snemalna knjiga za film Trst (1950) (COBISS)
- Krivda – neobjavljena družinska drama, prva uprizoritev (pod naslovom Materin greh) leta 1926 v Gorici, predelana in z naslovom Krivda uprizorjena leta 1960 v Novi Gorici
- Partija šaha – neobjavljena komedija, prva uprizoritev v Mestnem gledališču v Mariboru, 1939

### Pripovedna dela za mladino
- Tatič (1923) – povest (COBISS)
- Jagoda (1930) – povest (COBISS)
- Lukec in njegov škorec (1931) – potopisno-pustolovska povest (COBISS)
- Lukec išče očeta (1932) – potopisno-pustolovska povest (COBISS)
- Kozorog (1933) – pripovedka (COBISS)
- Tovariša (1934) – povest (COBISS)
- Pastirci (1935) – pastirska povest (COBISS)
- Čarovnica Čirimbara (1938) – pravljica (COBISS)
- Grivarjevi otroci (1939) – pastirska povest (COBISS)
- Pestrna (Izhajala v Mladinskem listu v letih 1937 in 1938, v knjižni obliki 1939) – pastirska povest (COBISS)
- Plešimož (1939) – zgodba (COBISS)
- Tonček (1948) – povest (COBISS)
- Otroška leta (1949) – avtobiografske črtice (COBISS)
- Mali upornik (1951) – povest (COBISS)
- Črni bratje (1952) – povest (COBISS)
- Knjiga o Titu (1955) – črtice (COBISS)
- Pazi na glavo – glava ni žoga! (1955) – poučna zgodba (COBISS)
- Peter Klepec (1956) – povest (COBISS)
- Pisani svet (1958) – potopis (COBISS)
- Ob morju in Soči (1959) – potopis (COBISS)
- Razbojnik Saladin (1959) – povest (COBISS)
- Smeh skozi solze (1959) – zgodbe (COBISS)
- Luna (1960) – poljudnoznanstvena zgodba (COBISS)
- Mladost med gorami (1960) – izbrano mladinsko delo (COBISS)
- Ognjeni krst Gregca Petelinčka (1960) – zgodba (COBISS)
- Pikapolonica (1962) – zgodba (COBISS)
- Iz iskre požar (1963) – zgodovinska povest (COBISS)
- Janko in Metka (1963) – zgodba (COBISS)
- Otroci samote (1963) – izbrane mladinske povesti (COBISS)
- Učiteljica Breda (1963) – povest (COBISS)
- Vanka partizanka (1963) – zgodba (COBISS)
- Rož, Podjuna, Zila (1965) – potopis (COBISS)
- Zgodba o Drejčku – Pikapolonica (1965) (COBISS)
- Tolminski punt (1968) – zgodovinska povest (COBISS)
- Zlata voda in druge zgodbe (1969) – izbor povestic (COBISS)
- Begavčka (1975) – zgodba (COBISS)
- Bosopetec (1975) – zgodba (COBISS)
- Pomediška (1980) – zgodba (COBISS)
- Tri povesti o tolminskih grofih (1990) (COBISS)

### Besedila za slikanice
- Pacek in packa (1957) (COBISS)
- Naše živali (1966) (COBISS)
- Mož v peči (1976) (COBISS)
- Kurir Markec (1977) (COBISS)

### Mladinske igre
- Veseli god (1912) – verzna enodejanka (COBISS)
- Pastirčki pri kresu in plesu (1920) – otroške pesmi in igre (COBISS)
- Bedak Pavlek (1925) – 5 igric za otroke (COBISS)
- Kmetič in volk (1952) – 3 igrice za ročne lutke (COBISS)
- Tonček (1953) – dramatizacija proznega dela (COBISS)
- Lenuh poležuh (1961) – lutkovna igra (COBISS)

### Prevodi in priredbe
- Fritjof Nansen: Narod, ki izumira (1919) – priredil po nemški izdaji (COBISS)
- Friedrich Gerstäcker: Lovski tat (1920) – ljudsko dramo priredil po nemškem izvirniku (COBISS)
- Rabindranath Tagore: Povestice (1920) – prevedel iz nemščine (COBISS)
- Enodejanke (1921) – uredil, prevedel ali priredil različne igre (COBISS)
- Malčki in palčki: Za primorsko deco (1921) – zbral in priredil pesmi za otroke (COBISS)
- Mlada zora: Narodne pripovedne pesmi (1924) – izbral in prevedel (COBISS)
- Otroci stepe: Narodopisne črtice o Kirgizih in Turkmencih (1925) – po nemški izdaji izbral, priredil, prevedel (COBISS)
- Naši kraji v preteklosti: Zgodovinske črtice (1926) – zbral, uredil (COBISS)
- Władysław Stanisław Reymont: Tomek Baran (1928) – poslovenil iz poljščine (COBISS)
- Ivan Minčov Vazov: Hadži Ahil in druge povesti (1929) – prevedel iz bolgarščine (COBISS)
- Władysław Stanisław Reymont: Pravica: Povest (1929) – prevedel iz poljščine (COBISS)
- Mikławš Bjedrich-Radlubin: Ponesrečena zaroka in druge posvesti (1930) – prevedel iz lužiške srbščine (COBISS)
- Eliza Orzeszkowa: Kmetavzar: Roman (1931) – poslovenil iz poljščine (COBISS)
- Ivan Franko: Pantalaha (1931) – prevedel iz ukrajinščine (COBISS)
- Sándor Petőfi: Krvnikova vrv (1934) – prevedel iz nemščine (COBISS)
- John Godyn: Naseljenci, divjaki in otroci (1935) – prevedel in priredil iz nemščine (COBISS)
- Vesele zgodbe (1936) – zbral in prevedel po tujih izdajah (COBISS)
- Poljski pripovedniki (1937) – prevedel iz poljščine, dodal uvod (COBISS)
- Karel Čapek: Hordubal (1939) – prevedel iz češčine (COBISS)
- Branko Ćopić: Našim pionirčkom (1944) – prevedel in priredil (COBISS)
- Ob 100-letnici rojstva pisatelja Josipa Jurčiča (1944) – sestavil in uredil (COBISS)
- Franz Kranewitter: Ivanè: Žaloigra v enem dejanju (1946) – prevedel iz nemščine (COBISS)
- Svetoslav Minkov: Car Nespanko (1961) – prevedel iz bolgarščine (COBISS)
- Ivan Minčov Vazov: Pod jarmom: Roman v treh delih iz življenja Bolgarov na večer pred osvobojenjem (1962) – prevedel iz bolgarščine (COBISS)
- Josip Vandot: Kekčeve zgodbe (1970) – priredil za slikanice (COBISS)